# 區議會（第一）功能界別
區議會（第一）功能界別，是指由香港區議會的民選區議員互選的香港立法會功能界別議席。
此議席只要求於參選時擁有民選區議員資格，即使議員在任期內的區議會換屆選舉中落選，仍可繼續擔任此議席至任期完結。
而選民資格和參選資格為當屆的民選區議員。符合資格登記在區議會（第一）功能界別及非鄉議局界別的其他功能界別者，會自動成為區議會（第一）功能界別而不能登記在其他功能界別，但可以參選原先的功能界別。但民選區議員同時符合資格登記鄉議局界別，則會自動成為鄉議局界別而不會自動登記為區議會（第一）。

## 歷史
1998年香港立法會選舉分別有兩個議席是由市政局議員和區域市政局議員互選產生的市政局功能界別和區域市政局功能界別，因應香港政府於1999年12月31日後解散民選議會市政局和區域市政局而引起的功能界別議席，因為於1999年12月31日後解散後，兩局代表議席於2000年1月1日起短暫懸空，並於同年選舉被區議會功能界別及飲食界功能界別正式取代。
由於在2019年香港區議會選舉之前，香港區議會的區議員中，建制派佔有絕大多數，因此泛民主派從未取得此功能界別的議席。
2012年香港政治制度改革通過後，原區議會功能界別改稱為區議會（第一）功能界別，功能界別的組成也由全體區議員改為民選區議員。
2021年香港政治制度改革後，此界別被廢除。

## 歷任議員
| 屆別          | 議員   | 所屬政黨 | 所屬派系 | 區議會 | 選區       | 備註                                   |
| ------------- | ------ | -------- | -------- | ------ | ---------- | -------------------------------------- |
| 2000年10月1日 | 葉國謙 | 民建聯   | 建制派   | 中西區 | 觀龍       | 2003年區議會選舉未能連任               |
| 2004年10月1日 | 劉皇發 | 自由黨   | 建制派   | 屯門區 | 鄉事委員會 | 2008年立法會選舉改為參選鄉議局功能界別 |
| 2008年10月1日 | 葉國謙 | 民建聯   | 建制派   | 中西區 | 觀龍       |                                        |
| 2012年10月1日 | 葉國謙 | 民建聯   | 建制派   | 中西區 | 觀龍       | 2015年區議會選舉未有競逐連任           |
| 2016年10月1日 | 劉國勳 | 民建聯   | 建制派   | 北區   | 欣盛       | 2019年區議會選舉未能連任               |